# Wijdefjorden
Wijdefjorden é um fiorde na costa norte da ilha Spitsbergen, no arquipélago Svalbard.
É o mais longo fiorde em Svalbard e é adjacente ao Woodfjorden.
O seu nome vem do neerlandês e significa "fiorde amplo". O Wijdefjorden está localizado na parte norte da ilha de Spitsbergen, no Oceano Ártico, a meio caminho entre a Noruega e o Polo Norte. O fiorde tem 108 km de comprimento e corta na direção norte-sul a partir da costa norte da ilha, entre a Terra de Andrée a oeste e a Nova Frísia a leste.
Os lados do fiorde são íngremes, especialmente nas vertentes oeste, onde as falésias sobem quase verticalmente a 1000-1165 metros acima do nível do mar. No leste, as montanhas são um pouco mais suaves, com 900 metros, na cabeceira do fiorde a 1636 metros acima do nível do mar. No topo está o pico Perriertoppen um pouco mais a leste, a 1712 m. O glaciar Åsgardfonna cobre toda a cordilheira ao leste.
Na sua parte mais ao sul está o Parque Nacional Indre Wijdefjorden, que inclui terras dos dois lados do fiorde e do próprio fiorde. A flora local inclui plantas da estepe ártica europeia.

Mapa de Svalbard

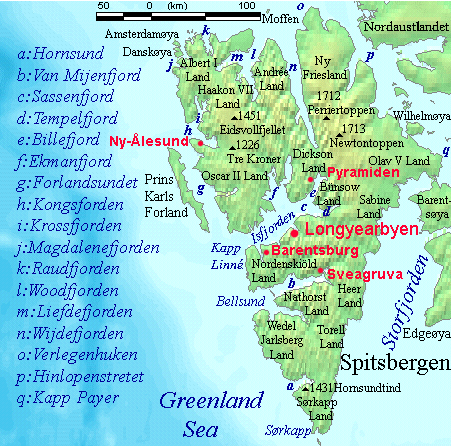
Localização do Wijdefjorden (letra n) em Spitsbergen.